# Tullio Moneta
Tullio Moneta (Fiume, 9 maggio 1937 – San Severino Marche, 31 marzo 2022) è stato un mercenario e attore italiano.

## Biografia
Nel 1957 si trasferì in Umbria e fu un campione nel lancio del disco. Fu poi assunto come impiegato da una compagnia francese di import-export e iniziò a lavorare spesso in trasferta in Africa: in Sierra Leone, Senegal, Gabon e soprattutto Sudafrica, dove iniziò la carriera di attore.
Negli anni Settanta e Ottanta partecipò a ventisei film, il più importante dei quali fu nel 1978 I 4 dell'Oca selvaggia, di cui fu anche consulente militare insieme a Mike Hoare.
Il 25 novembre 1981 fu il braccio destro dello stesso Hoare durante il fallito colpo di Stato nelle Seychelles, in cui il governo segregazionista del Sudafrica era direttamente coinvolto, avente l'obiettivo di far tornare al potere il filo-occidentale James Mancham. Condannato a cinque anni di carcere per il tentato golpe, venne rilasciato dopo poco tempo.
Successivamente visse a Durban, nella Repubblica Sudafricana, salvo poi trasferirsi a Macerata nel 2013.

## Filmografia
- Taxi!, regia di Joe Stewardson (1970)
- Mister Kingstreet's War, regia di Percival Rubens (1971)
- Ehi amigo! Tocca a te morire (Three Bullets... for a Long Gun), regia di Peter Henkel (1971)
- Poliziotti d'assalto (Vengeance Cops), regia di Ivan Hall (1971)
- Die Banneling, regia di David Millin (1971)
- The Weekend, regia di Keith G. van der Wat (1971)
- Gold Squad, regia di Ivan Hall (1971)
- The Men from the Ministry, regia di Tom Meehan (1971)
- Aanslag op Kariba, regia di Ivan Hall (1973)
- They Call Me Lucky, regia di Peter Henkel (1973)
- Kniediep..., regia di Roy Sargeant e Joe Stewardson (1975)
- Anonima anticrimine, regia di Christopher Rowley (1976)
- Mister Deathman, regia di Michael D. Moore (1977)
- I 4 dell'Oca selvaggia (The Wild Geese), regia di Andrew V. McLaglen (1978)
- Billy Boy, regia di Tim Spring (1978)
- April 1980, regia di Jan Scholtz (1980)
- Il rally più pazzo d'Africa, regia di Harry Hurwitz (1982)
- The Lion's Share, regia di Norman Cohen (1985)
- Hostage, regia di Hanro Möhr e Percival Rubens (1986)
- Alba d'acciaio, regia di Lance Hool (1987)
- Codice segreto (Code Name Vengeance), regia di David Winters (1987)
- Skeleton Coast, regia di John Cardos (1988)
- Red Scorpion, regia di Joseph Zito (1988)
- Ritorno a Gor, regia di John Cardos (1988)
- Merchants of War, regia di Peter Mackenzie (1989)
- Oddball Hall, regia di Jackson Hunsicker (1990)